# Proud2Bme
Proud2Bme is een online platform voor jongeren met een eetstoornis. Proud2Bme is een initiatief van het Centrum Eetstoornissen Ursula en bestaat sinds 26 mei 2009. Proud2Bme geeft informatie over eetstoornissen en deelt ervaringsverhalen van jongeren met eetstoornissen en hun omgeving.
Het Centrum Eetstoornissen Ursula wil met Proud2Bme een alternatief bieden voor de pro-ana-beweging, die zij als onverantwoord beschouwt. Proud2Bme wordt gerund door professionals, waaronder diëtisten, en ervaringsdeskundigen.

## Ontstaan
Proud2Bme is voortgekomen uit de hyve stop-pro-ana.hyves.nl. Deze hyve is opgericht door Scarlet Hemkes. Zij heeft geleden aan anorexia en boulimia, en is verklaard tegenstander van de pro-ana-beweging. In april 2008 richtte Hemkes de hyve stop-pro-ana.hyves.nl op, bedoeld als landelijke petitie tegen pro-ana-websites.
Het Centrum Eetstoornissen Ursula (CEU) heeft Hemkes aangetrokken als projectleider Proud2Bme. In deze rol was verantwoordelijk voor de oprichting van Proud2Bme, dat bedoeld is om een alternatief te bieden voor de pro-ana-websites.
In oktober 2011 is Proud2Bme gelanceerd in Amerika. De site wordt hier beheerd door National Eating Disorders Association (NEDA).

## Onderdelen
De kern van Proud2Bme wordt gevormd door de website www.proud2bme. Op deze website zijn onder andere blogs te vinden over gezondheid en schoonheid, een forum waar jongeren ervaringen kunnen delen en advies kunnen vragen, en een chatmogelijkheid met deskundigen. Ook de hierboven genoemde hyve maakt onderdeel uit van het platform, sinds de lancering van Proud2Bme onder de naam proud2bme.hyves.nl.

## Proud2Bme in de media
De lancering van Proud2Bme kreeg aandacht van landelijke media, zoals de NOS, RTL Nieuws en Volkskrant.
In 2009 werkte Proud2Bme mee aan de KRO-documentaire Vel over probleem, die op 15 juli 2009 uitgezonden werd.
In 2010 komt Proud2Bme met een item in het NOS journaal als gevolg van het enorme aantal bezoekers en een recent gedaan onderzoek.
In 2011 organiseerde Proud2Bme de eerste Eating Disorder Awareness Day van Nederland. Dit was o.a. te zien in het NOS journaal en RTL nieuws.
Op 9 november 2011 won Proud2Bme de Niek de Jong Prijs.